# Велика Березна
Вели́ка Бере́зна — село в Україні, у Полонській міській громаді Шепетівського району Хмельницької області. Розміщене на річці Хоморі за 11 км від міста Полонне та за 15 км від найближчої залізничної станції. Населення села станом на 1 січня 2020 року становить 1039 осіб.
Неподалік від села розташований Великоберезнянський заказник.

## Історія

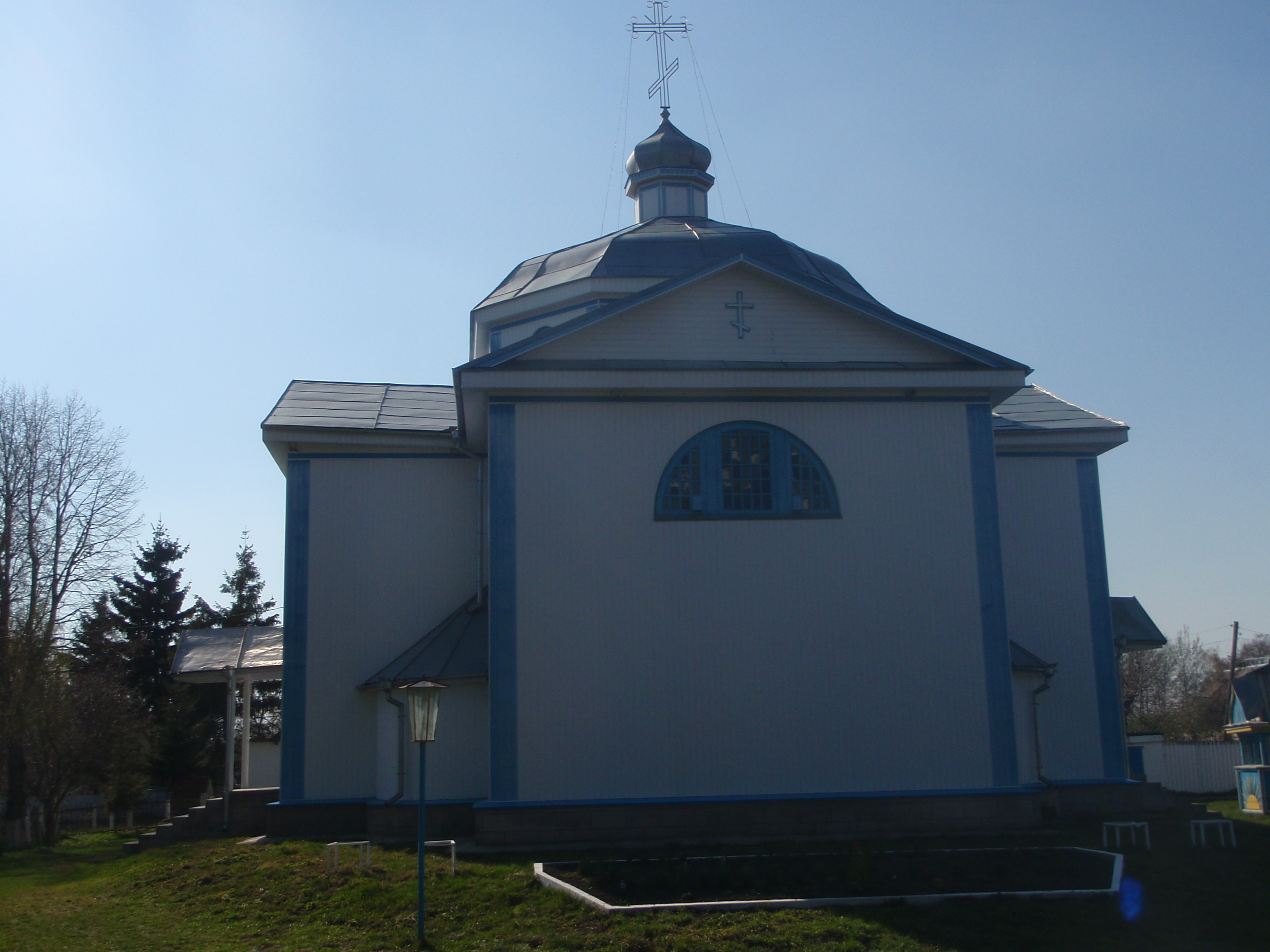
Церква в селі, збудована 1837 року

У 1589 році належало до володінь князя Івана (Януша) Острозького, у тому ж році зазнало руйнувань від татарського набігу. В Інвентарі 1620 року маєтностей князя Олександра Острозького згадується посесорська маєтність в селі Березна. Туди входили будинок, пекарня, гумно, приміщення для молочних продуктів (сирник). В селі тоді було 24 будинки, став, млин, корчма. Село тоді належало до Полонської волості.
З 1648 року Березна входила до Лабунської сотні козацького Волинського полку в Українській державі Богдана Хмельницького.
У 1837 році в селі збудована церква Святого Великомученика Дмитра (Дмитрівська). 1883 року священником тут був Платон Пилипович Вакулович. Він користувався безкоштовним і позачерговим правом помолу на місцевих млинах збіжжя, а також права «куріння горілки три рази в рік в казанах поміщичих та орендаторських». Від 1886 року в Березні існувала церковнопарафіяльна школа. 1890 року в ній навчалося 36 хлопчиків і 2 дівчаток.
1890 року в селі нараховувалось 111 дворів, у яких проживало 910 мешканців, в 1911 році — 1230 мешканців. Є водяний млин на річці Хоморі, збудований 1902 року.
У 1906 році село Лабунської волості Ізяславського повіту Волинської губернії. Відстань від повітового міста 52 верст, від волості 8. Дворів 202, мешканців 1221.
7 (20) листопада 1917 року, відповідно до Третього Універсалу Української Центральної Ради, увійшло до складу Української Народної Республіки.
Як і решта Полонщини, Велика Березна пережила визвольні змагання 1917—1921 років, Голодомор, сталінські репресії та Другу світову війну. Під час Голодомору померло багато людей, проте встановлено імена лише 202 мешканців села.
12 червня 2020 року, відповідно до розпорядження Кабінету Міністрів України № 727-р «Про визначення адміністративних центрів та затвердження територій територіальних громад Хмельницької області», увійшло до складу Полонської міської територіальної громади.
19 липня 2020 року, в результаті адміністративно-територіальної реформи та ліквідації Полонського району, село увійшло до складу Шепетівського району.

## Населення

### Мова
Розподіл населення за рідною мовою за даними перепису 2001 року:
| Мова            | Кількість | Відсоток |
| --------------- | --------- | -------- |
| українська      | 1175      | 98.99%   |
| російська       | 7         | 0.59%    |
| білоруська      | 2         | 0.17%    |
| польська        | 1         | 0.08%    |
| інші/не вказали | 2         | 0.17%    |
| Усього          | 1187      | 100%     |

## Особистості
- Тимощук Михайло Іванович — учасник Другого зимового походу Армії Української Народної Республіки.
- Сергій Цимбалюк (нар. 16 червня 1989 — пом. 23 квітня 2022) — український військовик 95 ОДШБр. Загинув при виконанні бойового завдання 23 квітня 2022 року в селі Довгеньке Ізюмського району на Харківщині.

## Галерея

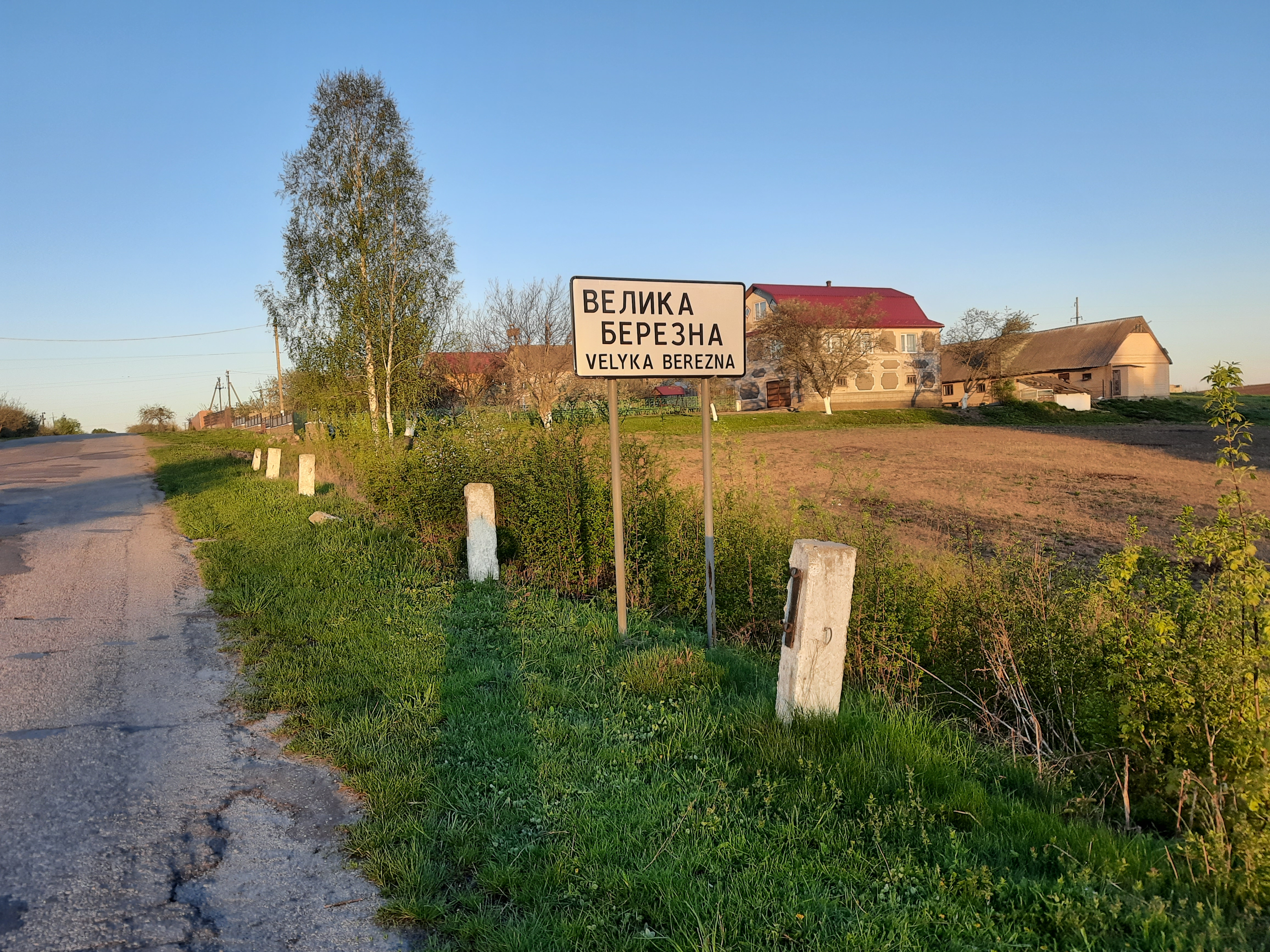
В'їзд у село Велика Березна
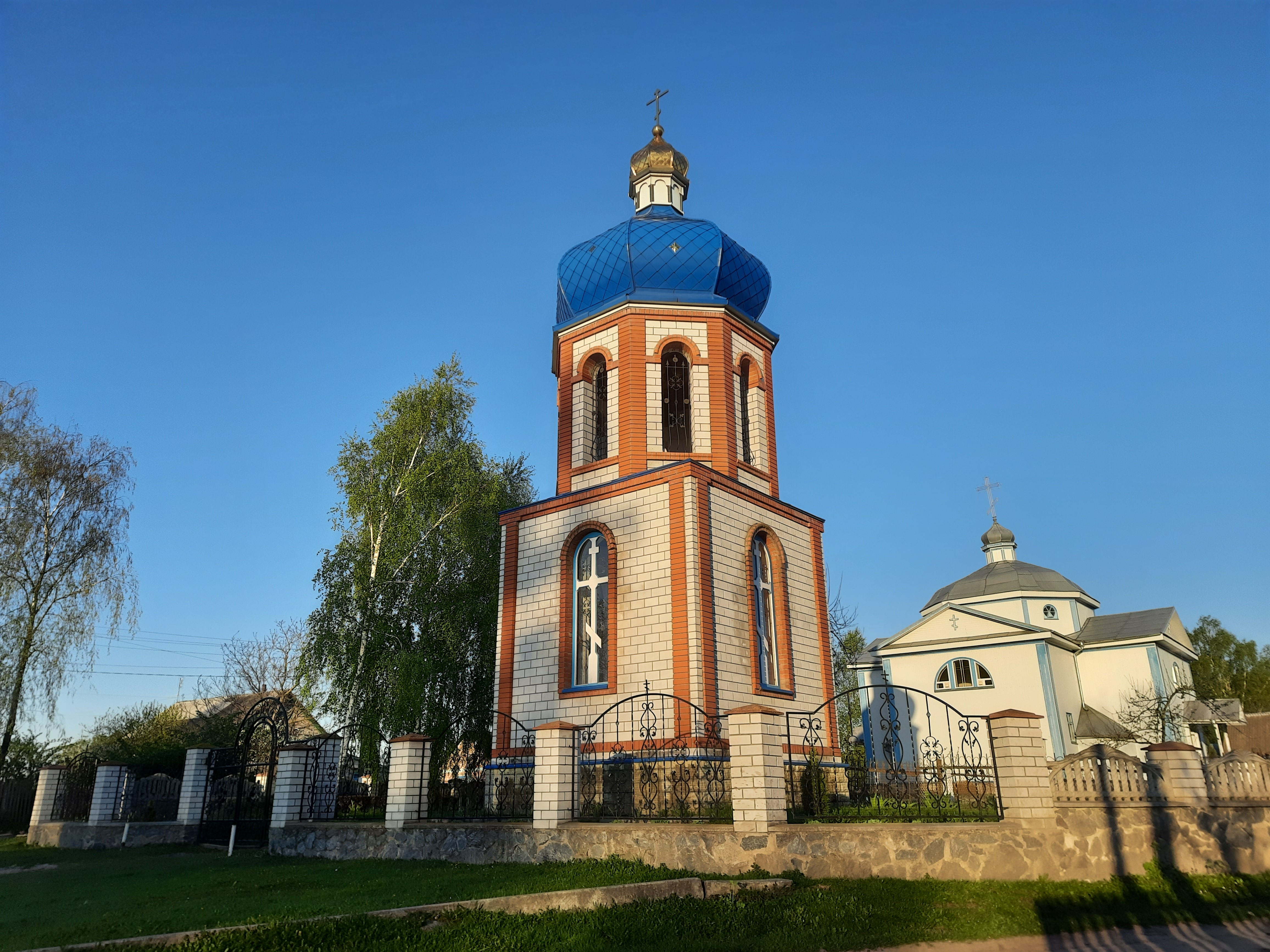
Дзвіниця Дмитрівської церкви
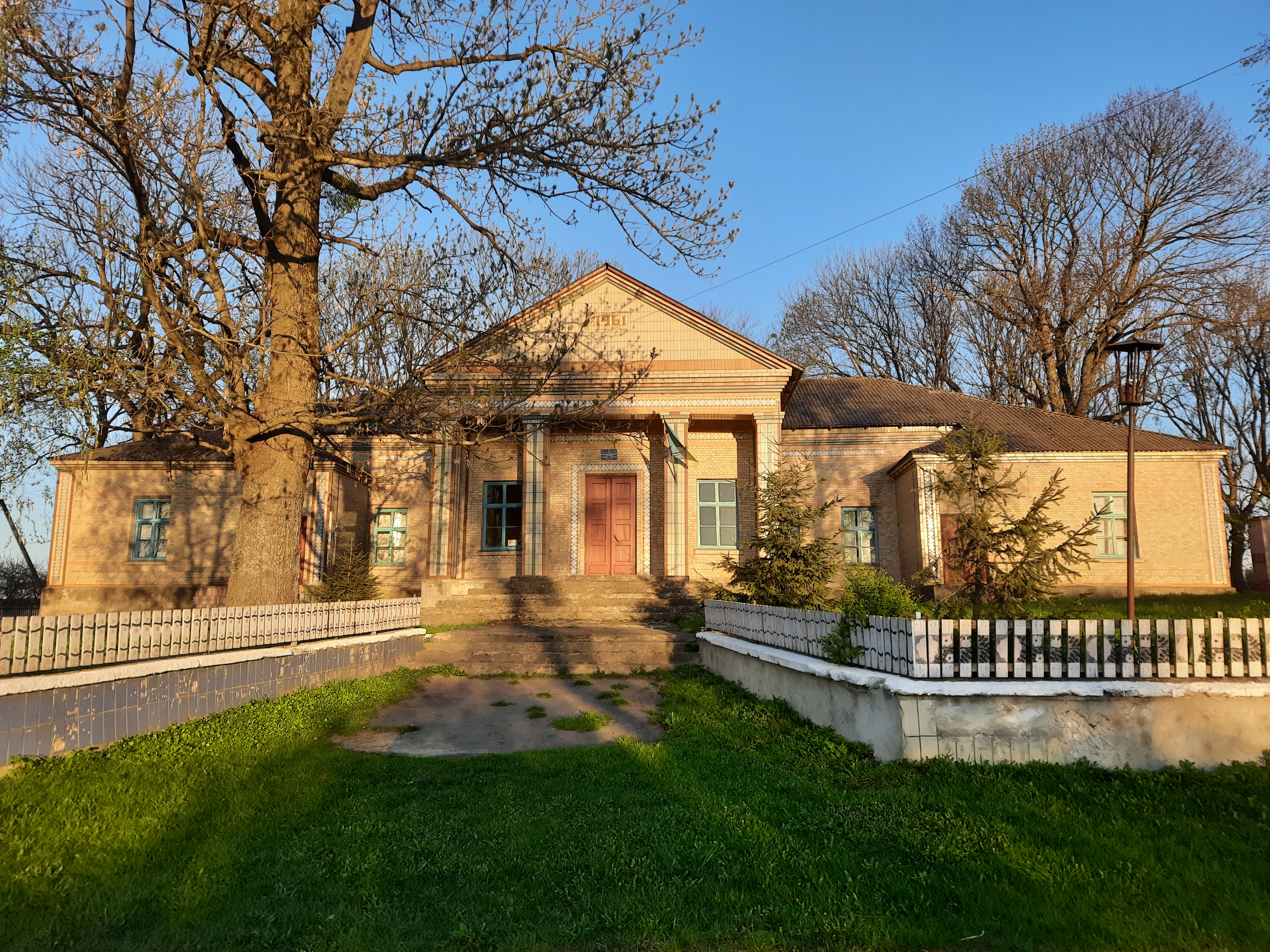
Будинок культури
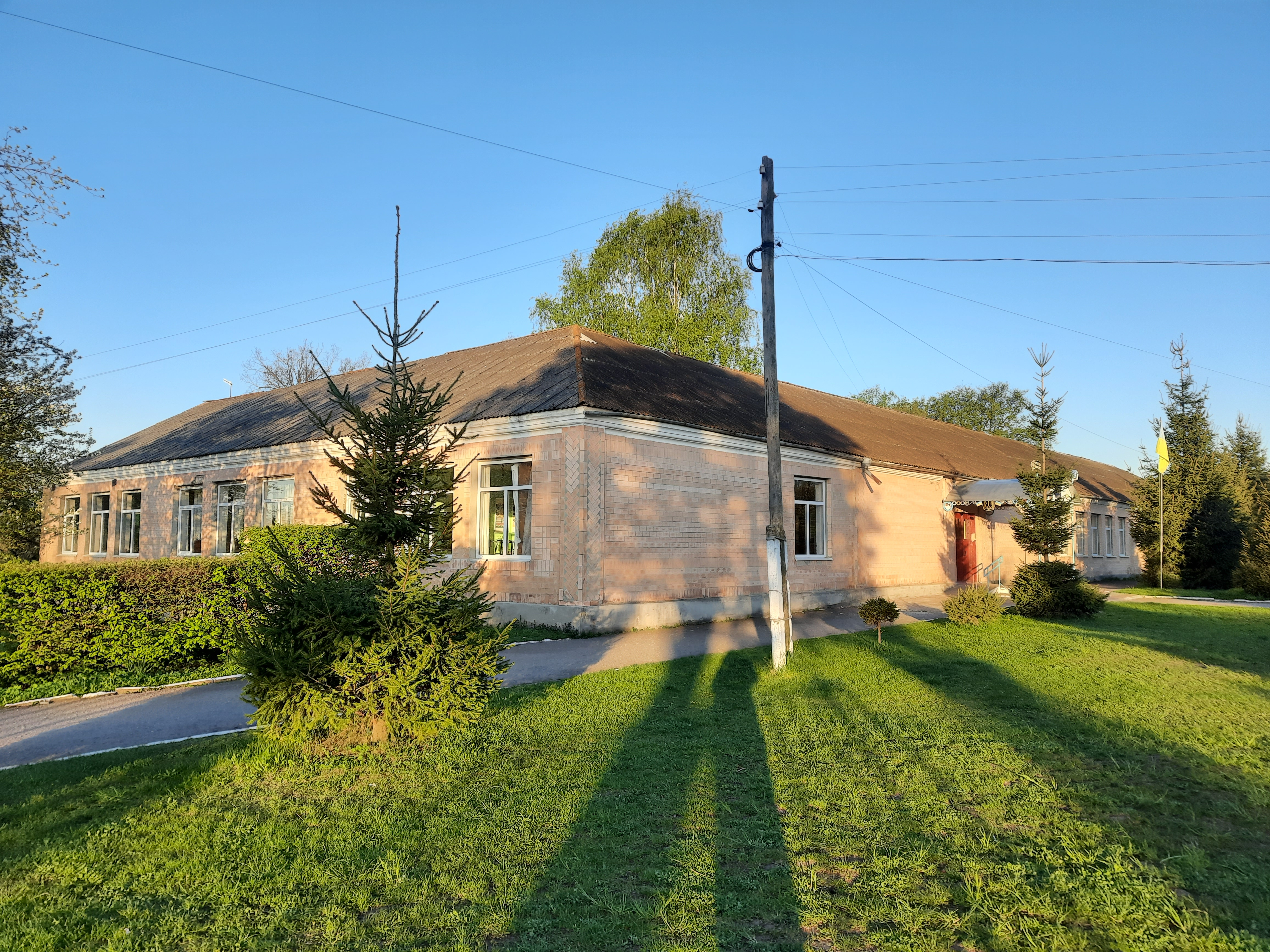
Школа
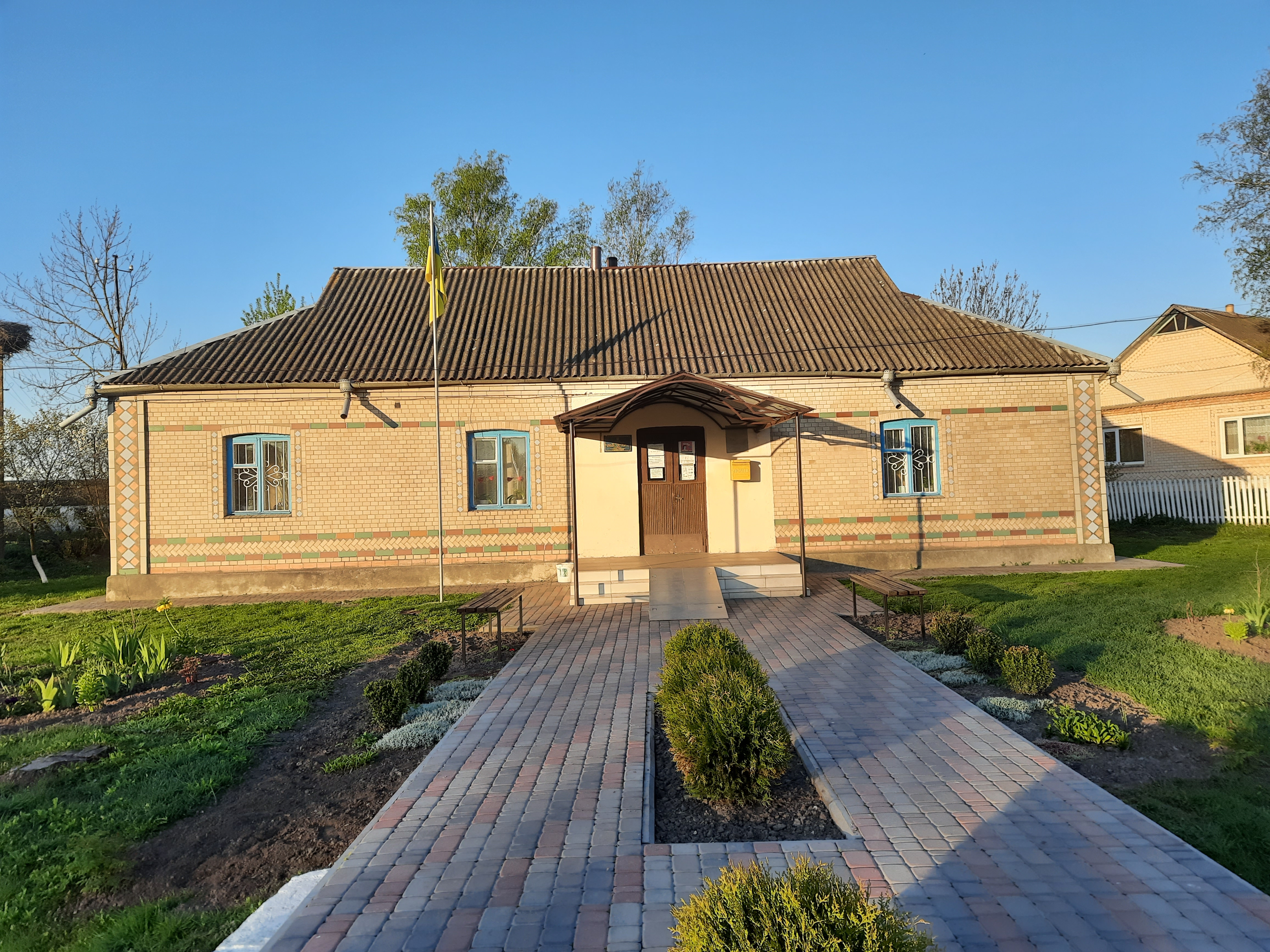
Старостат
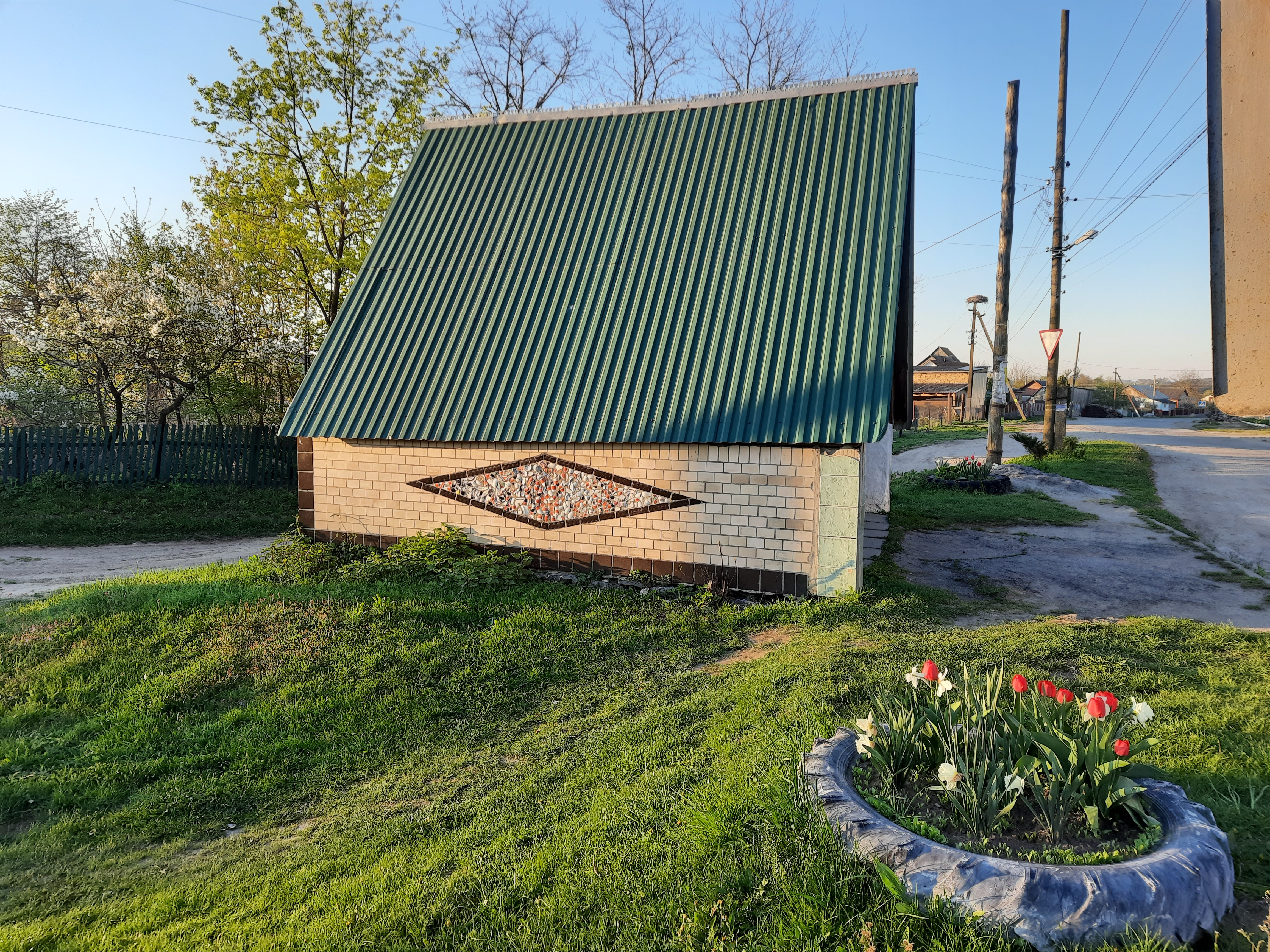
Автобусна зупинка
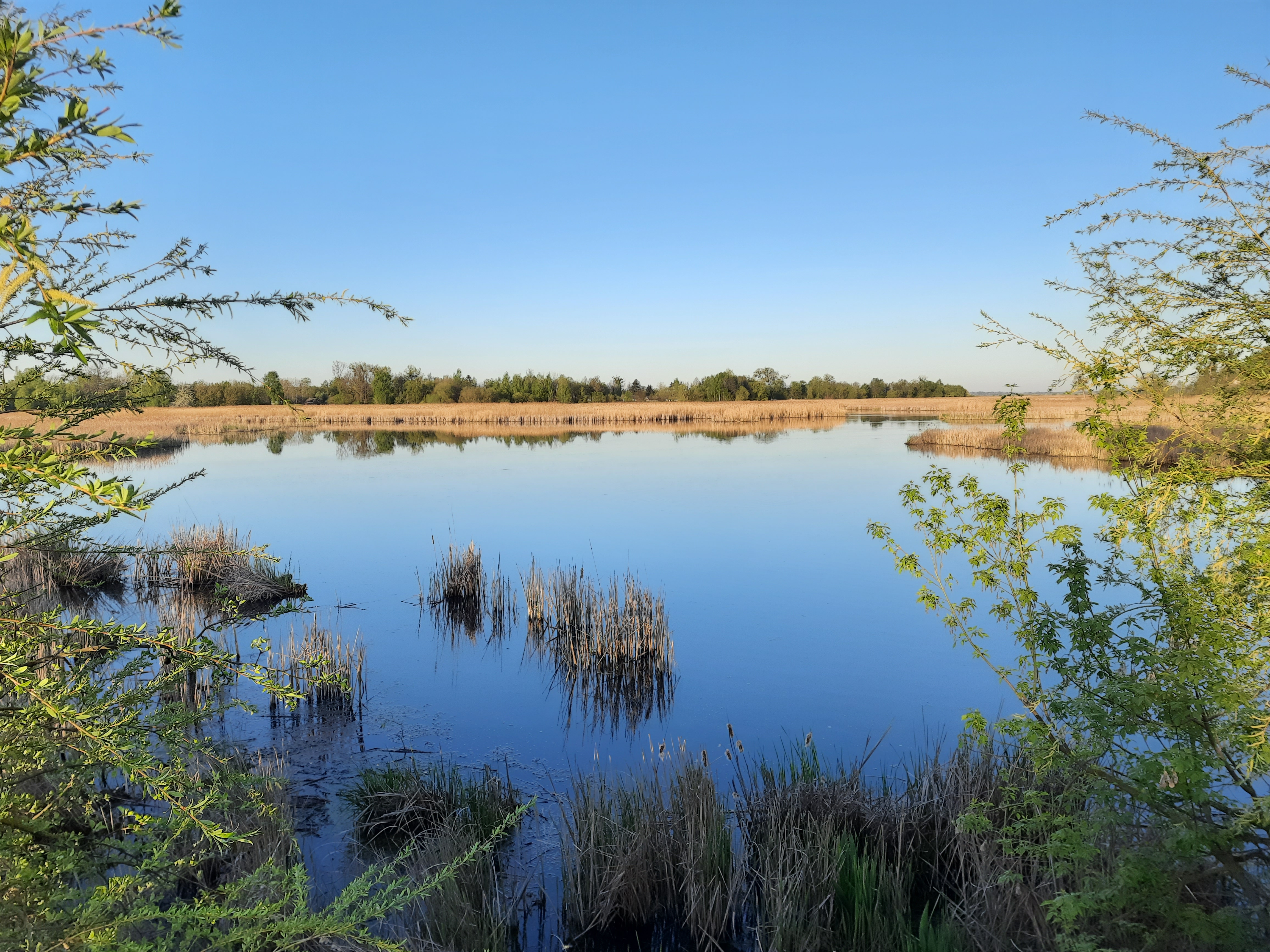
Став